# Propaganda (compilation)
Propaganda è una compilation pubblicata dalla A&M Records nel 1979. È da considerarsi un album "vetrina", realizzato per sponsorizzare alcuni degli artisti della casa discografica. 
Il lato A contiene dei Live inediti, mentre sul lato B ci sono le canzoni registrate in studio. Tra gli artisti presenti nell'album, Joe Jackson e The Police.

## Tracce
Live Propanganda Side 1
1. Granati Brothers: Go Crazy (Hermie Granati) - 2:55
2. Joe Jackson: Throw It Away (Joe Jackson) - 2:43
3. Joe Jackson: Come On (Chuck Berry) - 3:34
4. The Police: Landlord (Sting-Copeland) - 2:36
5. The Police: Next to You (Sting) - 3:09

Propagande Side 2
1. The Reds: Joey (Rick Shaffer) - 4:09
2. Bobby Henry: Head Case (Bobby Henry) - 3:07
3. Joe Jackson: Don't Ask Me (Joe Jackson) - 2:41 (Previously Unreleased)
4. Squeeze: Slap & Tickle (Difford - Tilbrook) - 3:59
5. David Kubinec: Another Lone Ranger (David Kubinec) - 3:45
6. Shrink: Valid or Void (Modern - Leopard) - 3:08

## Crediti
- Jeff Ayeroff: produttore esecutivo, ideatore della copertina
- Chuck Beeson: direzione artistica, design
- Brian Davis: copertina
- Marty Longbine: organizzazione
- Bernie Grundman: Master
- David Kershenbaum: ringraziamento speciale